# Svastra cressonii
Svastra cressonii là một loài Hymenoptera trong họ Apidae. Loài này được Dalla Torre mô tả khoa học năm 1896.